# Giulio Frisari
Giulio Frisari (Bisceglie, 21 febbraio 1827 – Bisceglie, 15 settembre 1906) è stato un politico italiano.
Fu senatore del Regno d'Italia nella XIV legislatura; 
Presidente del Consiglio provinciale di Bari (1868-1875) e Sindaco di Bisceglie (1873-1876)